# Skorvtjärnen (Skellefteå socken, Västerbotten, 719776-171225)
Skorvtjärnen är en sjö i Skellefteå kommun i Västerbotten och ingår i Skellefteälvens huvudavrinningsområde.